# Veine poplitée
La veine poplitée est une veine du membre inférieur située dans la fosse poplitée. Elle est satellite de l'artère poplitée à l'arrière du genou.

## Origine
La veine poplitée nait de la fusion des veines tibiales antérieure et postérieure au niveau du bord inférieur du muscle poplité.

## Trajet
La veine poplitée chemine dans la fosse poplitée entre l'artère poplitée en dedans et le nerf tibial en dehors. 

## Terminaison
La veine poplitée devient la veine fémorale en passant par le hiatus adducteur dans le canal des adducteurs.

## Affluents
Dans son trajet la veine poplitée reçoit :
- les deux veines surales (ou veines jumelles) satellites des artères surales,

- les veines géniculées (ou veines du genou) satellites de l’ensemble des artères supéro-latérale, inféro-latérale, supéro-médiale et inféro-médiale du genou. et drainant le réseau articulaire du genou,

- la veine petite saphène, qui perce le fascia profond et passe entre les deux têtes du muscle gastrocnémien pour se terminer dans la veine poplitée[1],[2].

## Variation
La veine poplitée peut être doublée pour environ 35 % des personnes.